# علم الدين أبو القاسم التجيبي
علم الدين أبو القاسم بن يوسف بن محمد البلنسي السبتي التجيبي (1271–1329) كان عالمًا مسلمًا من شمال إفريقيا (إحدى مدن المغرب الكبير). وُلِد وتلقى تعليمه في سبتة، وكان أساتذته هم ابن أبي الربيع، والقبطوري، وابن المرحال، وابن الشاطئ. واصل دراسته للحديث في عام 1295م عندما قام بأداء فريضة الحج إلى مكة المكرمة. سافر عبر الأندلس وتونس والإسكندرية وعبر البحر من عيذاب إلى جدة. ومن مؤلفاته، وكلها باللغة العربية:
- برنامج (أو مشيخة) ، فهرس تاريخي [3] [4]
- مصطفى الرحلة والسفر،[5] وهو سرد لرحلاته في عام 1295، ولم يبقَ منه إلا الجزء الثاني من ثلاثة أجزاء[1][4]
- الترغيب في الجهاد، وهو مهدى إلى السلطان أبي سعيد عثمان الثاني [6]
- تقييد على معجم مشايخه في طلب الحديث للدمياطي [6]

وقد تم نشر "البرنامج" و "المصطفى". دافعت (آنا راموس كالفو) عن أطروحتها للدكتوراه في بارناماج في عام 1976. 